# Verdille
Verdille település Franciaországban, Charente megyében. Lakosainak száma 383 fő (2022. január 1.). Verdille Barbezières, Mons, Oradour, Ranville-Breuillaud, Bresdon és Val-d'Auge községekkel határos.

## Népesség
A település népessége az elmúlt években az alábbi módon változott:
| Lakosok száma | 504  | 466  | 358  | 347  | 343  | 321  | 353  | 365  | 381  | 383  |
|               | 1968 | 1982 | 1999 | 2006 | 2011 | 2015 | 2017 | 2018 | 2020 | 2022 |